# Sérgio Tréfaut
Sérgio Tréfaut, ou Serge Tréfaut (São Paulo, 23 de fevereiro de 1965), é um cineasta brasileiro que se distingue na prática do filme documentário. O seu filme Lisboetas sobre os novos imigrantes na Lisboa de hoje, recebeu o prémio de melhor filme português no IndieLisboa 2004 e foi um sucesso de bilheteira. Em 2011 estreou-se na ficção com Viagem a Portugal.

## Biografia
Nasceu no Brasil em 1965, em São Paulo, filho de pai português alentejano e de mãe francesa. O pai, o jornalista Miguel Urbano Rodrigues, militante comunista, exilou-se politicamente no Brasil desde 1957, onde foi editorialista do Estado de São Paulo. 
Quando Sérgio Tréfaut tinha 10 anos, o seu irmão mais velho foi torturado e quase assassinado pelos militares brasileiros. Nessa altura a família fugiu do Brasil para França. Em 1977 Sérgio vem para Lisboa, onde completa o ensino secundário no liceu francês. Entre 1983 e 1988 licencia-se em Filosofia na Sorbonne (Paris).
A partir de 1988 regressa a Portugal, trabalhando como assistente de realização, jornalista e produtor. Em 2002 cria a sua própria produtora, Faux, com a qual realiza a maior parte dos seus filmes.

## Filmografia
- 2022: A Noiva
- 2021: Paraíso

- 2018: Raiva
- 2016: Treblinka
- 2014: Alentejo, Alentejo
- 2011: Viagem a Portugal
- 2009: Waiting for Paradise (curta-metragem)
- 2009: A Cidade dos Mortos
- 2004: Lisboetas
- 2003: Novos Lisboetas
- 2002: Fleurette
- 1999: Outro País
- 1992: Alcibíades (curta-metragem)